# Buwaydat Rihaniyah
Buwaydat Rihaniyah (tiếng Ả Rập: بويضة الريحانية) là một ngôi làng ở Syria nằm ở phía đông của Homs thuộc quận Al-Mukharram, tỉnh Homs. Theo Cục Thống kê Trung ương Syria, Buwaydat Rihaniyah có dân số 419 trong cuộc điều tra dân số năm 2004.